# Zoufalé ženy dělají zoufalé věci
Zoufalé ženy dělají zoufalé věci je česká filmová komedie Filipa Renče z roku 2018 natočená podle stejnojmenné knižní předlohy od Haliny Pawlowské. Film s nadsázkou sleduje životní příběhy mladé ženy Olgy, která se snaží najít lásku. Film se natáčel v Praze, Kladně a na Slovensku. 
V hlavních rolích se objevili Klára Issová, Matouš Ruml, Aneta Krejčíková, Václav Vašák, Jiří Dvořák, Alice Bendová, Lenka Vlasáková a Martin Kraus. Premiéra filmu v českých a slovenských kinech proběhla 18. ledna 2018.

## Obsazení
| Klára Issová       | Olga Halíková                      |
| Matouš Ruml        | Ondra Kalenda                      |
| Aneta Krejčíková   | Milada                             |
| Václav Vašák       | lékař Michal Bendl                 |
| Lenka Vlasáková    | doktorka Bendlová, Michalova matka |
| Jiří Dvořák        | Olžin tatínek                      |
| Alice Bendová      | Olžina maminka                     |
| Martin Kraus       | Borůvka, spolužák Olgy a Milady    |
| Zdenka Procházková | Olžina babička                     |
| Pavel Kříž         | farář/démon/svatý Petr             |
| Marián Mitaš       | Hucul Orest                        |
| Jindřich Žampa     | Martin, syn Olgy a Ondry           |

## Recenze
Film získal od filmových kritiků převážně průměrná až podprůměrná hodnocení:
- Mirka Spáčilová, iDNES.cz, 17. ledna 2018, [5]
- Anja Verem, ČervenýKoberec.cz, 18. ledna 2018, [6]
- Jan Varga, FilmSpot.cz, 18. ledna 2018, [7]
- Věra Míšková, Právo, 19. ledna 2018, [8]
- Alena Kaňová, EuroZprávy.cz, 20. ledna 2018, [9]
- David Lancz, Týden.cz, 20. ledna 2018, [10]
- Martin Svoboda, MovieZone.cz, 24. ledna 2018, [11]